# Теракт в Урумчи (2014)
Террористическая атака в Урумчи произошла 22 мая 2014 года в столице Синьцзян-Уйгурского автономного района на западе Китайской Народной Республики.

## Атака
22 мая 2014 года в 7:50 утра по местному времени (3.50 по московскому времени) два внедорожника SUV без регистрационных номеров продвигаясь с севера на юг, протаранив металлические заграждения въехали в толпу людей на рынке на улице Гунъюаньбэй, переполненной покупателями и уставленной лотками с овощами, возле парка Жэньминь района Сайбаг в городе Урумчи в Синьцзян-Уйгурском автономном районе Китая, после чего неизвестные из автомобиля кинули в толпу взрывные устройства. В результате, один автомобиль взорвался и начался пожар. Жертвами нападения стал 31 человек, а 94 были ранены и немедленно госпитализированы. На место происшествия прибыли пожарные, специалисты, организовано оцепление. Позже, количество жертв теракта возросло до 39 человек.

## Следствие
По результатам полицейского расследования, в организации теракта было задействовано четыре автомобиля. Одна машина была обнаружена полицией. а полиция установила личности пятерых подозреваемых. Были обнародованы фамилии пяти террористов: Нурахмат Аблипиз, Мемет Мемтимин, Рагхимджан Мемет, Мемтимин Махмат и Аблет Абдукадир. Четверо погибли на месте во время теракта и были опознаны по ДНК, пятый — Мемет Мемтимин — был задержан ночью в Баянгол-Монгольском автономном округе СУАР. По данным полиции в конце 2013 года они сформировали боевую группу, приобрели автомобили и материалы для создания самодельных взрывных устройств. Представитель министерства общественной безопасности Китая подтвердил, что исполнители теракта являются мусульманами-уйгурами, сказав, что «данные лица находились под влиянием религиозного экстремизма, прослушивали и просматривали материалы экстремистского содержания».

## Последствия
В тот же день полиция оцепила территорию вокруг железнодорожной станции города Ланьчжоу после обнаружения подозрительных объектов, предположительно, взрывных устройств в четыре часа дня (12.00 по московскому времени). Пассажирский самолет, следовавший по маршруту Шанхай—Урумчи вынужден был совершить экстренную посадку в нанкинском международном аэропорту «Лукоу» из-за сообщения о наличии взрывоопасного вещества в багаже одного из пассажиров. Полиция ничего подозрительного не нашла. Еще одну экстренную посадку в аэропорту «Чжунчуань» города Ланьчжоу примерно в 13:35 совершил другой самолет с таким же маршрутом. Решением городского управления общественной безопасности Пекина была введена первая степень готовности к экстренному реагированию на чрезвычайные ситуации, всем сотрудникам полиции отменены отпуска, для усиления проверок и досмотра на улицах, дежурства в определенных пунктах, вооруженного патрулирования, патрулирования со специально обученными собаками, с воздуха и других мероприятий.
24 мая на конференции регионального правительства СУАР, транслировавшейся по телевидению, было заявлено о старте антитеррористической кампании. По согласованию с центральным правительством и в соответствии с решением национальной руководящей группы по борьбе с терроризмом, кампания рассчитана на период до июня 2015 года, ключевой зоной действия будет Синьцзян-Уйгурский автономный район. Таможня Урумчи начала специальную кампанию по борьбе против контрабанды оружия и боеприпасов, направленной на усиление работы по досмотру на находящихся в её подчинении сухопутных КПП.
Позже, в ходе рейдов в уездах Хотан, Кашгар и Аксу на юге СУАР, где большинство жителей составляют уйгуры-мусульмане, полиция разоблачила 23 экстремистские группировки и задержала более 200 человек по подозрению в пособничестве терроризму. По данным полиции, многие из них научились делать взрывчатку, смотря обучающее видео в интернете. Было конфисковано более 200 взрывных устройств. Также задержанные распространяли через социальные сети призывы к джихаду, изучали экстремистские материалы, обменивались опытом изготовления взрывчатки и ведения пропаганды. 27 мая полицейские в уезде Хотан «обнаружили два притона, где изготавливалась взрывчатка, и 1,8 тонны взрывчатого вещества», задержав пятерых подозреваемых в терроризме из группировки во главе с Аблизом Давутом. Позже, суд признал 55 человек виновными в терроризме, сепаратизме и убийствах. Трое из них приговорены к смертной казни. Суд над ними проходил на стадионе под открытым небом в присутствии 7 тысяч человек в Или-Казахском автономном округе на границе с Казахстаном. Обвиняемые в оранжевых жилетах стояли с опущенными головами в кузовах грузовиков в окружении вооруженной охраны. Приговоренные к смертной казни, по сообщениям властей, в 2013 году с крайней жестокостью убили нескольких членов одной семьи.
В начале июня в Урумчи по подозрению в терроризме, разжигании сепаратизма и этнической ненависти были арестованы 29 человек. 5 июня девять человек приговорены к смертной казни, трое — к высшей мере с отсрочкой на два года. Всего был осуждён 81 человек, все жители Синьцзян-Уйгурского автономного района. Решения были вынесены по 23 делам, слушавшихся в шести городских судах, в которых обвиняемым инкриминировались подготовка терактов, участие в экстремистских организациях, поджоги и убийства. Суд избрал для обвиняемых различные сроки заключения вплоть до пожизненного, но подробности содержания приговоров не приводятся.

## Реакция
- Председатель КНР Си Цзиньпин призвал строго наказать террористов и приложить максимум усилий для поддержания стабильности в ответ на взрывы[36].

23 мая Министерство общественной безопасности КНР на брифинге проинформировало 33 представителей в сфере правоохранительной деятельности и безопасности из 29 стран, включая США, Россию и Новую Зеландию, о произошедшем тяжком акте насилия и терроризма, носящим крайне злостный характер и продемонстрировавшим бесчеловечную, антиобщественную и варварскую сущность террористов, совершающих открытые провокации против общей основы человеческой цивилизации.
Секретарь Центральной комиссии КПК по политике и праву Мэн Цзяньчжу заявил, что власти «расправятся с заносчивыми и жестокими террористами».
Пресс-секретарь Министерства иностранных дел КНР Хонг Ли сказал на брифинге, что на нападавших повлияли идеи религиозного экстремизма:
Судя по многочисленным терактам, которые произошли в последнее время, экстремисты получили поддержку от террористических групп, находящихся за пределами Китая, а также путём религиозно-экстремистской пропаганды, распространяемой через интернет.
Пан Чжипин, эксперт по Центральной Азии из Академии общественных наук Синьцзяна, заявил, что нападение оказалось «самым смертоносным, которое когда-либо происходило в регионе». По его словам, террористы прошли обучение за рубежом в различных группировках, таких как «Исламское движение Восточного Туркестана», и получили боевой опыт в Сирии, отметив, что «в настоящее время они определенно хорошо организованы. Эти небольшие группировки очень плотно контактируют друг с другом».
- Генеральный секретарь ООН Пан Ги Мун распространил заявление через своего представителя, в котором осудил теракт, выразив соболезнования семьям погибших, народу и правительству Китая, и желая скорейшего выздоровления пострадавшим, подчеркнув, что убийству мирных граждан нет оправданий, и, что виновные понесут наказание[41].

- Президент России Владимир Путин выразил соболезнования председателю КНР Си Цзиньпину, родным и близким погибших, пожелания скорейшего выздоровления всем пострадавшим, решительно осудив преступление и выразив уверенность, что его исполнители и организаторы будут найдены и понесут заслуженное наказание[42][43].

- В официальном заявлении, подписанном генеральным секретарем Шанхайской организации сотрудничества Дмитрием Мезенцевым, выражается глубокое возмущение и скорбь в связи с терактом, отметив необходимость продолжать наращивать взаимодействия международного сообщества для эффективного противодействия террористической активности в странах-членах организации[44][45].

- Официальный представитель Белого дома Джей Карни в своем заявлении отметил, что «США осуждают жуткий теракт в китайском городе Урумчи. Это — подлое и чудовищное нападение на невинных мирных жителей», выразив соболезнования и сочувствие всем пострадавшим и их семьям[46].

- Министр иностранных дел Великобритании Уильям Хейг в своем заявлении выразил скорбь в связи с террористическим актом и соболезнования родственникам пострадавших:

Я был огорчен известием о террористической атаке, которая произошла на рынке в китайском Синьцзян-Уйгурском автономном районе утром 22 мая и унесла свыше 30 жизней. Выражаю мои соболезнования семьям погибших. Великобритания жестко осуждает насилие при любых обстоятельствах, и мы при этом решительно поддерживаем китайский народ.
- Министр иностранных дел Канады Джон Бэрд в своем заявлении осудил теракт, сказав, что насильственные действия против невинных жителей потрясли всех и подлежат осуждению, от имени всех канадцев выразив глубокие соболезнования семьям погибших и пожелав раненым скорейшего выздоровления[48].

- В заявлении министерства иностранных дел Сирии, отмечается, что народ и правительство Сирии решительно стоят на стороне народа и правительства Китая, в борьбе против терроризма как трансграничным явлением и врагом всего человечества[49].

- Политический советник президента Палестинской национальной администрации Нимер Хаммад заявил, что его страна резко осуждает преступный инцидент и выражает соболезнования пострадавшим, а также желает скорейшего выздоровления раненым[49].

- Представитель министерства иностранных дел Индии решительно осудил теракт, сказав, что Индия выступает против терроризма в любых его формах[50].